# نوای زنگ (فیلم)
«نوای زنگ» (انگلیسی: Ringtone (film)) یک فیلم است که در سال ۲۰۱۰ منتشر شد.